# Kalenborn (powiat Cochem-Zell)
Kalenborn (do 6 grudnia 1935 Calenborn) – miejscowość i gmina w Niemczech, w kraju związkowym Nadrenia-Palatynat, w powiecie Cochem-Zell, wchodzi w skład gminy związkowej Kaisersesch.